# Aloina ambigua
Aloina ambigua là một loài Rêu trong họ Pottiaceae. Loài này được (Bruch & Schimp.) Limpr. mô tả khoa học đầu tiên năm 1888.

## Hình ảnh

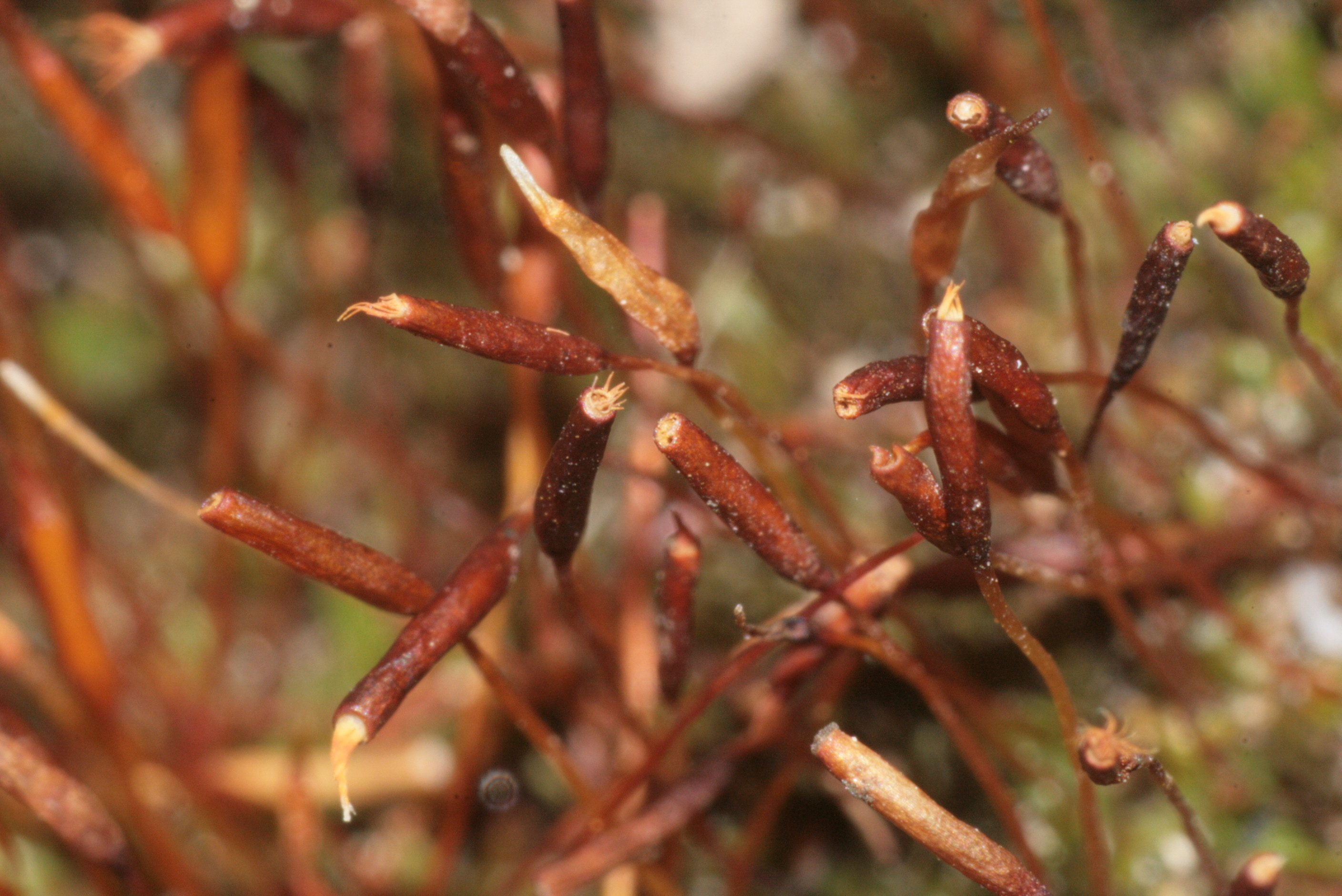
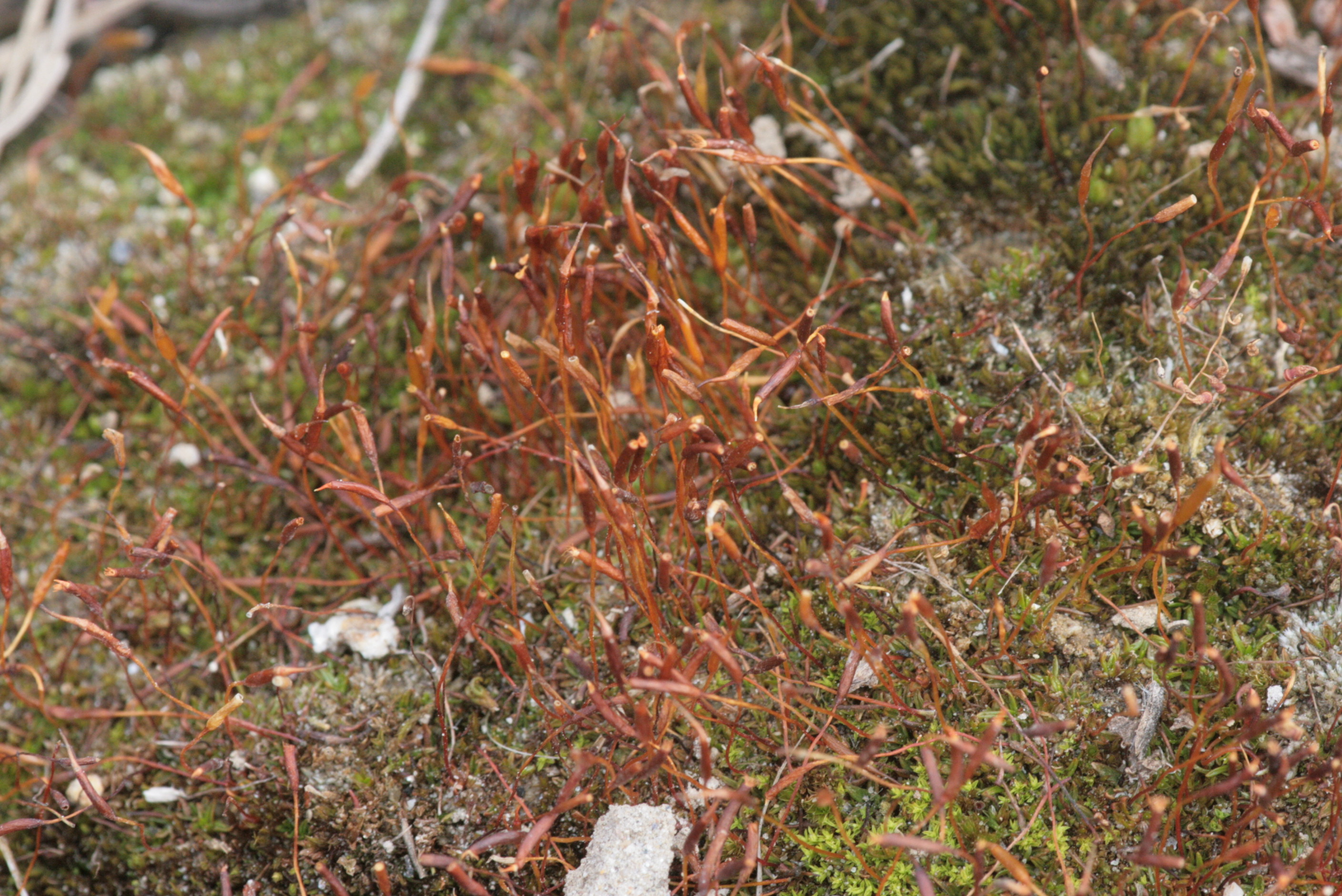
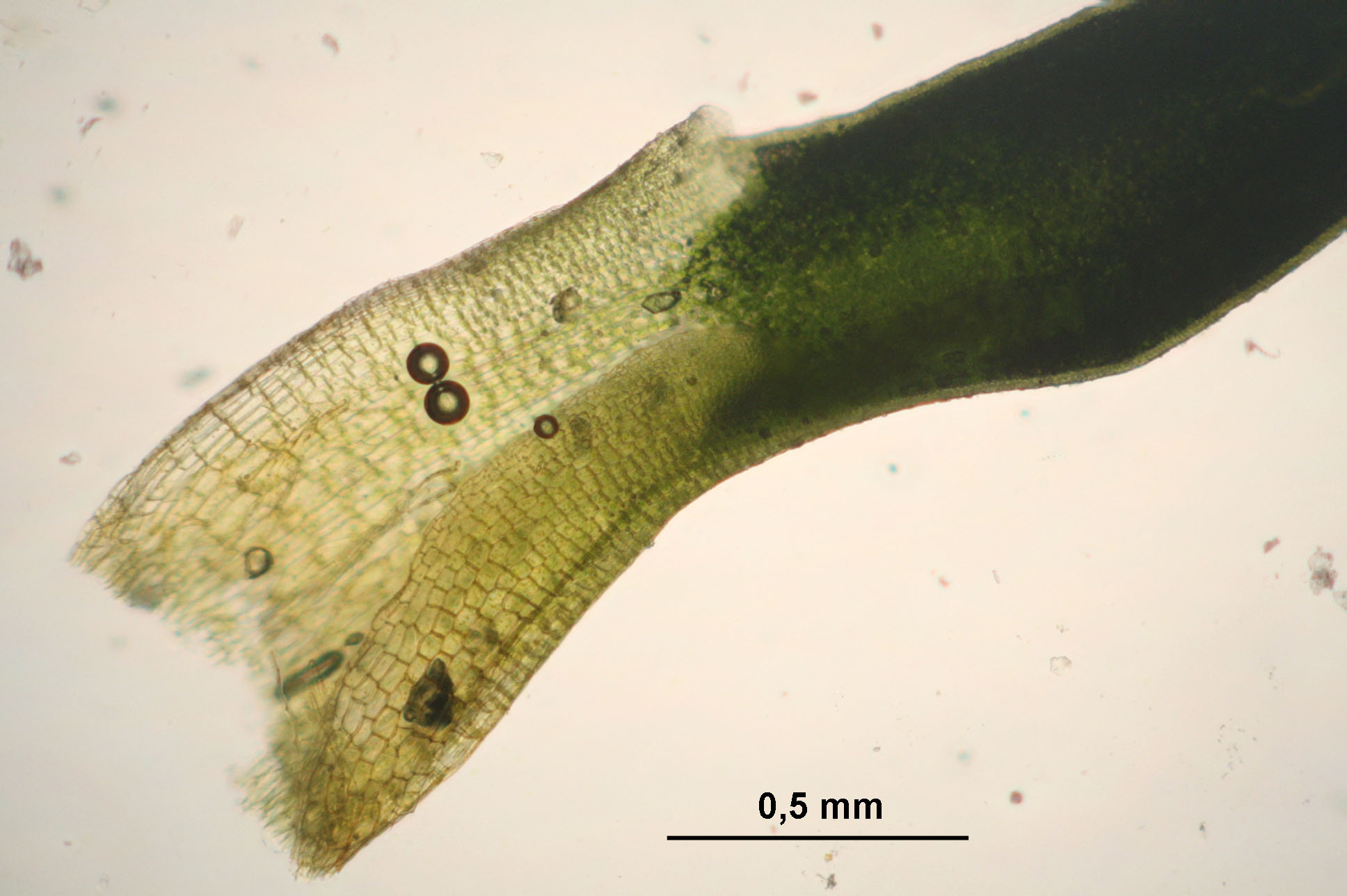
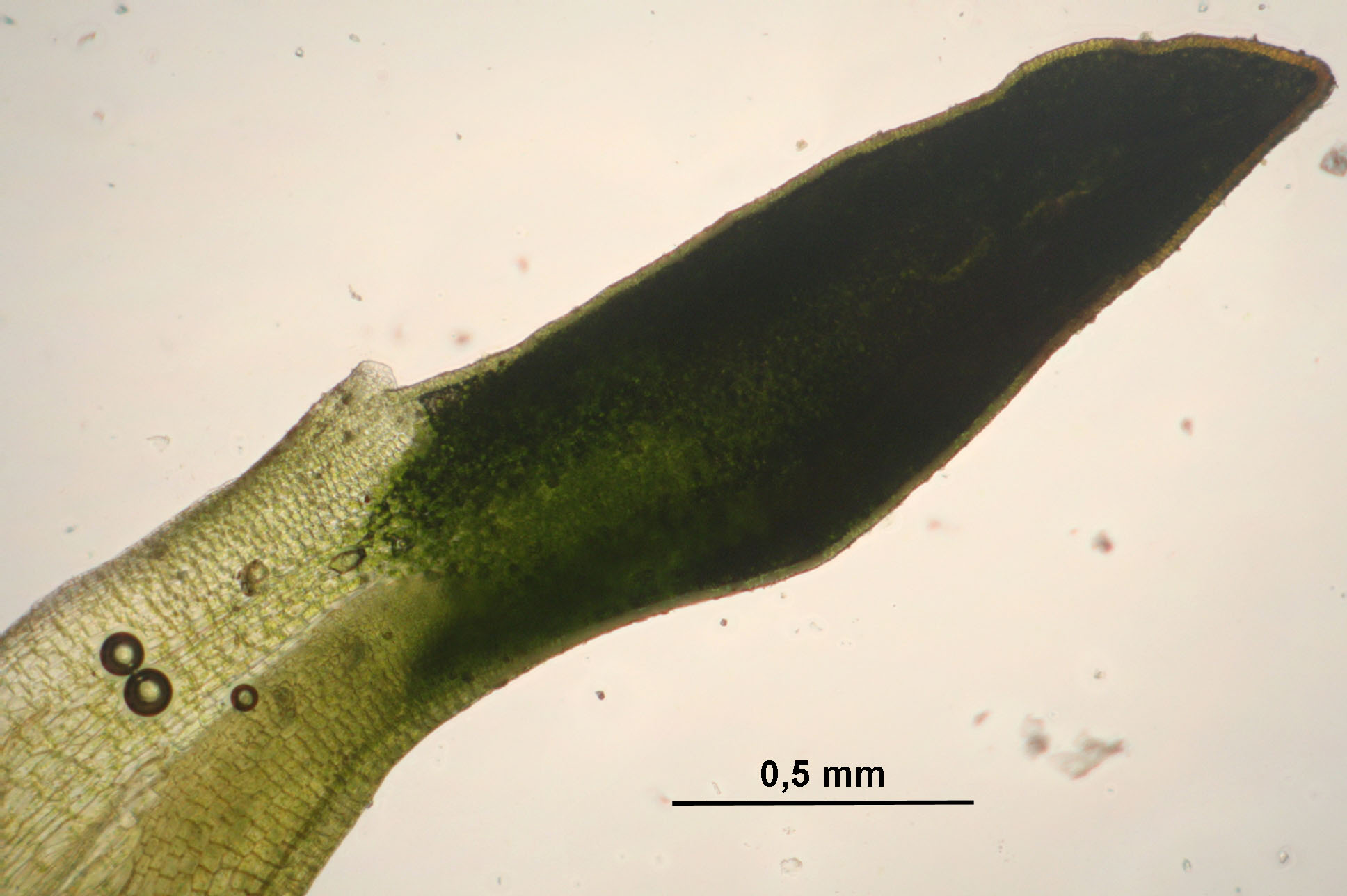